# لويس إي. أتكينسون
لويس إي. أتكينسون (بالإنجليزية: Louis E. Atkinson)‏ هو محامي وقاضي وسياسي أمريكي، ولد في 16 أبريل 1841 في الولايات المتحدة، وتوفي في 5 فبراير 1910. حزبياً، نشط في الحزب الجمهوري. وقد انتخب عضو مجلس النواب الأمريكي.